# Clitocybe albida
Clitocybe albida är en svampart som först beskrevs av G. Stev., och fick sitt nu gällande namn av E. Horak 1971. Clitocybe albida ingår i släktet Clitocybe och familjen Tricholomataceae.   Inga underarter finns listade i Catalogue of Life.